# San Jose de Buan
San Jose De Buan (Bayan ng San Jose De Buan) är en kommun i Filippinerna. Kommunen tillhör provinsen Samar och ligger på ön med samma namn. Folkmängden uppgår till 6 438 invånare.
San Jose De Buan är indelat i 14 barangayer.